# Lissodynerus septemfasciatus
Lissodynerus septemfasciatus är en stekelart som först beskrevs av Smith 1857.  Lissodynerus septemfasciatus ingår i släktet Lissodynerus och familjen Eumenidae. Utöver nominatformen finns också underarten L. s. feanus.